# ديلان فينتي
ديلان فينتي (بالهولندية: Dylan Vente)‏ (9 مايو 1999 بروتردام في هولندا - ) هو لاعب كرة قدم هولندي في مركز الهجوم. لعب مع فاينورد.

## روابط خارجية
- ديلان فينتي على موقع قاعدة بيانات كرة القدم.إي يو (الإنجليزية)
- ديلان فينتي على موقع ناشيونال فوتبول تيمز (الإنجليزية)
- ديلان فينتي على موقع Soccerway.com (الإنجليزية)
- ديلان فينتي على موقع عالم كرة القدم.نت (الإنجليزية)